# Isotes argentina
Isotes argentina es una especie de insecto coleóptero de la familia Chrysomelidae.
Fue descrita científicamente en 1995 por Cabrera.